# Morrisville (Carolina del Nord)
Morrisville è una città degli Stati Uniti d'America situata nella Carolina del Nord, nella Contea di Wake e in una piccola parte nella Contea di Durham.